# Ratkovac
Ratkovac je naseljeno mjesto u Republici Hrvatskoj u općini Gornji Bogićevci u Brodsko-posavskoj županiji.

## Zemljopis
Ratkovac se nalaze zapadno od Nove Gradiške i sjeveroistočno od Gornjih Bogićevaca, susjedna naselja su Širinci na sjeveru i Smrtić na istoku.

## Stanovništvo
Prema popisu stanovništva iz 2001. godine Ratkovac je imao 275 stanovnika, od čega 244 Hrvata i 26 Srba. 
| broj stanovnika | 171   | 159   | 155   | 196   | 261   | 317   | 325   | 365   | 308   | 316   | 333   | 347   | 358   | 327   | 275   | 208   | 146   |
|                 | 1857. | 1869. | 1880. | 1890. | 1900. | 1910. | 1921. | 1931. | 1948. | 1953. | 1961. | 1971. | 1981. | 1991. | 2001. | 2011. | 2021. |